# Cryphaea gracillima
Cryphaea gracillima är en bladmossart som beskrevs av Theodor Carl Karl Julius Herzog 1916. Cryphaea gracillima ingår i släktet Cryphaea och familjen Cryphaeaceae. Inga underarter finns listade i Catalogue of Life.